# Río de la Plata
Pour les articles homonymes, voir Plata.
Le río de la Plata (littéralement « rivière de l'argent ») est l'estuaire commun aux rios Paraná et Uruguay, formant sur la côte atlantique sud-américaine une entaille (muesca) triangulaire de 280 km de long. C'est aussi un espace maritime dont les limites sont définies par l'Organisation hydrographique internationale. Selon les géographes, le rio de la Plata est considéré comme un fleuve, un estuaire, un golfe ou une mer épicontinentale. Vers la fin du XIXe siècle, ses deux rives ont été le berceau du tango.

## Géographie

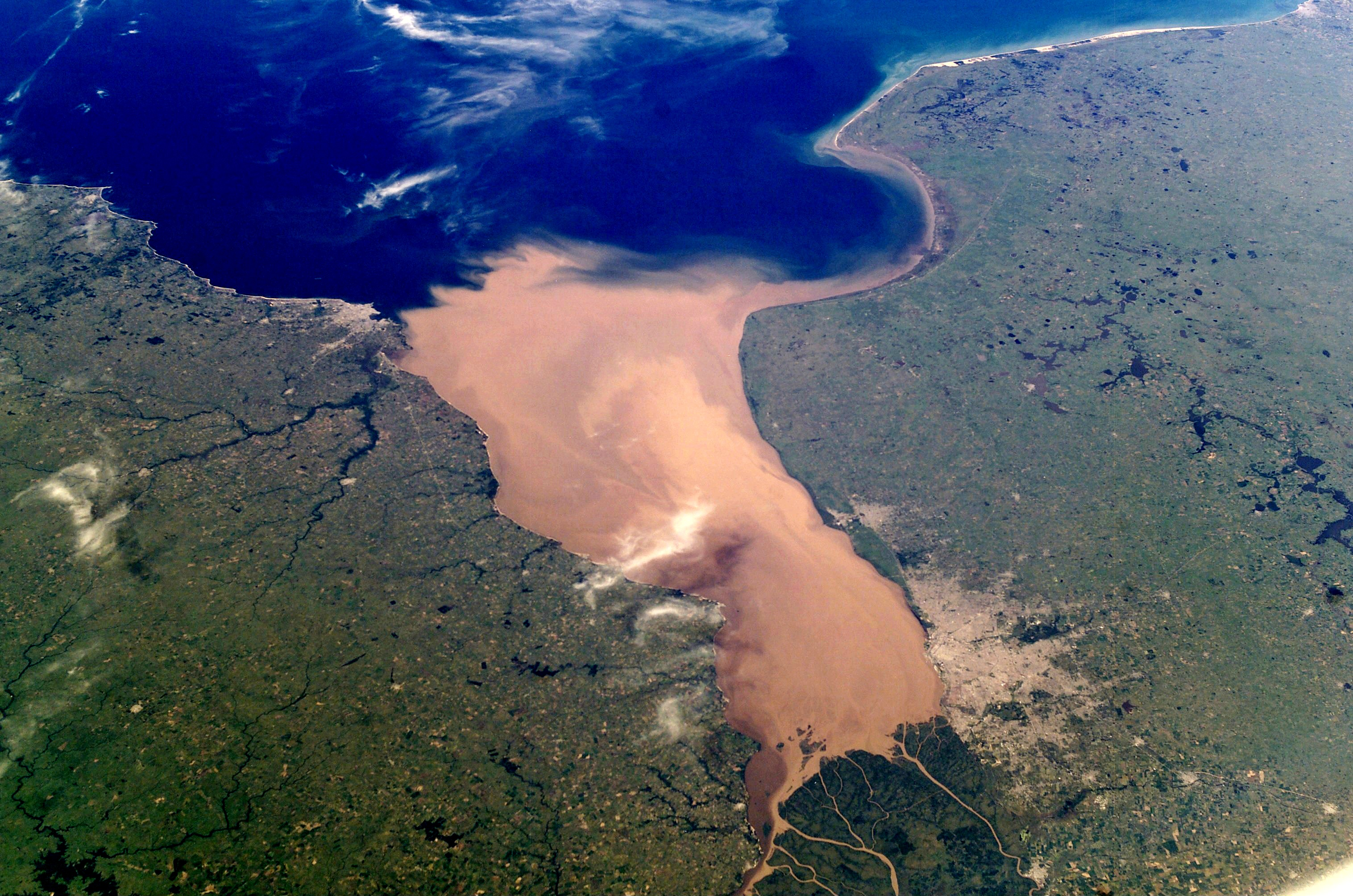
Image satellitaire du Río de la Plata prise du nord-ouest. L'Uruguay est à gauche, l'Argentine à droite.

### Localisation
L'Organisation hydrographique internationale détermine les limites du río de la Plata de la façon suivante :
- Vers l'est : une ligne joignant Punta del Este (34° 58′ 25″ S, 54° 57′ 06″ O), en Uruguay, et la pointe nord du cap San Antonio (Punta Norte del cabo San Antonio) (36° 17′ 36″ S, 56° 46′ 37″ O), en Argentine.

Géographiquement, le río de la Plata se divise en trois zones distinctes :
- la zone intérieure, depuis Punta Gorda jusqu'à une ligne Colonia del Sacramento-La Plata, qui se caractérise par un substrat de sable fin, de limon et d'argile ;
- la zone médiane, jusqu'à une deuxième ligne Montevideo-Punta Piedras, où se fait sentir la proximité de la mer par une plus grande influence des marées ;
- la zone extérieure, depuis cette deuxième zone jusqu'à la limite extérieure et qui communique avec l'océan, où les eaux sont saumâtres avec une salinité variable.

### Données chiffrées
Il s'étend du nord-ouest au sud-est et mesure 48 km de large à la confluence des fleuves Paraná et Uruguay, formant alors un vaste estuaire atteignant une largeur de 221 km à son débouché sur l'océan Atlantique. Peu avant, il a formé en rive droite (Argentine) la baie de Samborombón, site Ramsar depuis 1997.
Chaque année, sont charriés vers l'estuaire 57 millions de mètres-cubes de sédiments provenant des provinces du nord de l'Argentine et du sud du Brésil. La très faible profondeur de l'ensemble du rio a nécessité le creusement d'un chenal depuis l'Atlantique jusqu'à Buenos Aires et un autre jusqu'à Montevideo, maintenus ouverts à la navigation par un dragage continu.
Le rio de la Plata marque la frontière entre l'Argentine et l'Uruguay. Il baigne deux ports principaux : Buenos Aires à l'ouest, et Montevideo à l'est.

## Histoire

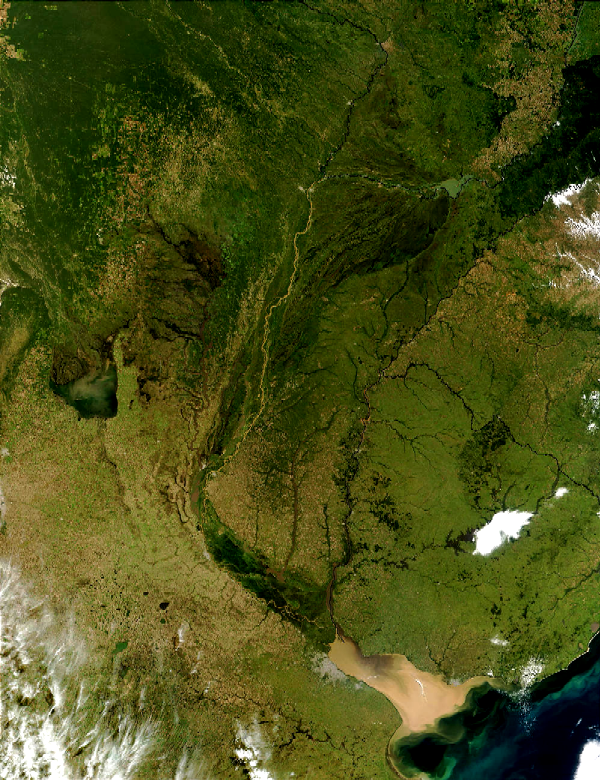
Image satellitaire du río de la Plata et du cours inférieur des fleuves Paraná et Uruguay.

L'estuaire fut aperçu par les Espagnols pour la première fois en 1516, quand le marin Juan Díaz de Solís, au service du roi d'Espagne, le découvrit pendant sa recherche d'un passage entre l'océan Atlantique et l'océan Pacifique (aperçu pour la première fois le 25 septembre 1513 par le conquistador espagnol Vasco Nunez de Balboa après une traversée de l'Amérique centrale par voie de terre). Les cartographes pensaient qu'un passage existait entre les deux océans mais il était généralement localisé en Amérique centrale comme le montre par exemple la carte de 1507 de Martin Waldseemüller (sur laquelle apparaît pour la première fois le nom « Amérique »). Solis et un groupe de ses hommes débarquèrent dans l'actuel département uruguayen de Colonia et furent attaqués par les indigènes (probablement des Guaraní bien que l'on ait longtemps pensé aux Charrúas). Seul un mousse de 14 ans, Francisco del Puerto, survécut.
Fernand de Magellan le parcourt en 1520 jusqu'à ce qu'il se rende compte qu'il s'agissait d'un estuaire et non pas du passage recherché vers l'océan Pacifique.
Des années plus tard, un navire commandé par Sébastien Cabot arriva dans l'estuaire du rio de la Plata et ils retrouvèrent Francisco del Puerto après avoir battu (et probablement massacré) les Charrúas qui le détenaient alors. Francisco retourna alors en Espagne et décrivit l'estuaire. Plus tard, il repartit vers l'Uruguay, mais ne laissa aucune trace.
La première colonie européenne fut la ville de Buenos Aires, fondée par Pedro de Mendoza le 2 février 1536 puis abandonnée à la suite des attaques des Indiens peuplant la région, et fondée de nouveau par Juan de Garay le 11 juin 1580. Le secteur rioplatense fut aussi une escale pour la flotte de Francis Drake en 1588 pour son tour du monde.
Au début de la Seconde Guerre mondiale, le 13 décembre 1939, eut lieu dans ses eaux la bataille du Rio de la Plata opposant les flottes anglaise et allemande.